# Tormenta tropical Megi (2022)

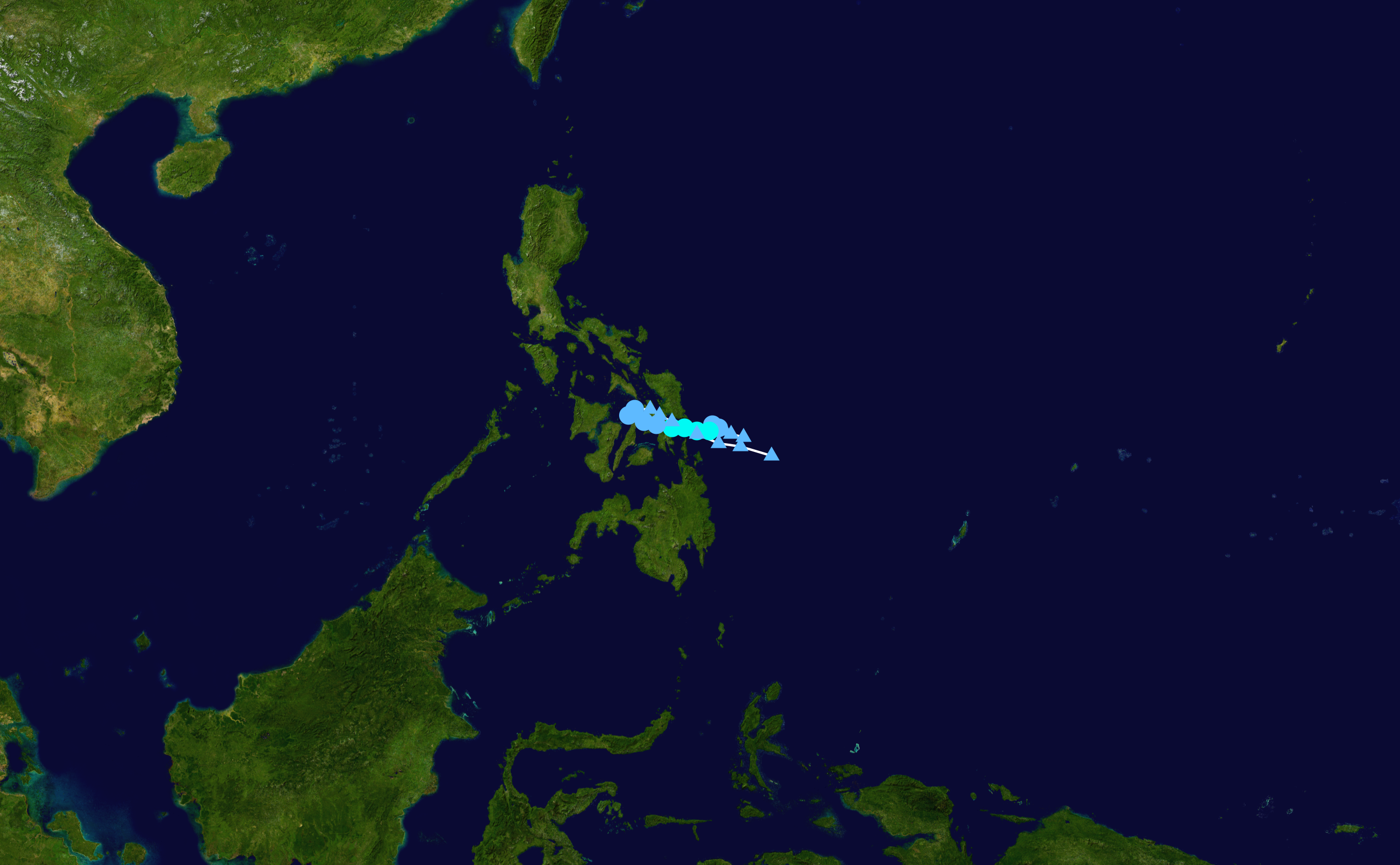
Megi 2022 track

La tormenta tropical Megi, conocida en Filipinas como la tormenta tropical Agaton, fue un débil pero mortífero ciclón tropical que impactó Filipinas en abril de 2022. Es la tercera depresión tropical y la segunda tormenta tropical de la temporada de tifones del Pacífico de 2022. El ciclón tocó tierra dos veces: una en la Isla Calicoan, en la localidad de Guiuan, y otra en Basey, Sámar. 
Las fuertes lluvias y vendavales provocaron el hundimiento de dos barcos. Derrumbes importantes arrastraron barro sobre varios pueblos en Leyte, dejando bajo tierra alrededor de 210 casas. Al 16 de abril de 2022, el Consejo Nacional para la Gestión y Reducción del Riesgo de Desastres de Filipinas (NDRRMC, por sus siglas en inglés) ha informado 167 muertes, 110 desaparecidos y 8 heridos. El Departamento de Agricultura estima un daño agrícola de 640 millones de pesos filipinos y el Departamento de Carreteras y Trabajos Públicos, 145 millones de la misma moneda en daños de infraestructura, generando un total de 785 millones (15.1 millones de dólares estadounidenses). Estos números difieren de los informados por el NDRRMC, que difundió la cifra de 250 millones de pesos filipinos (4.81 millones de dólares estadounidenses).

## Impacto

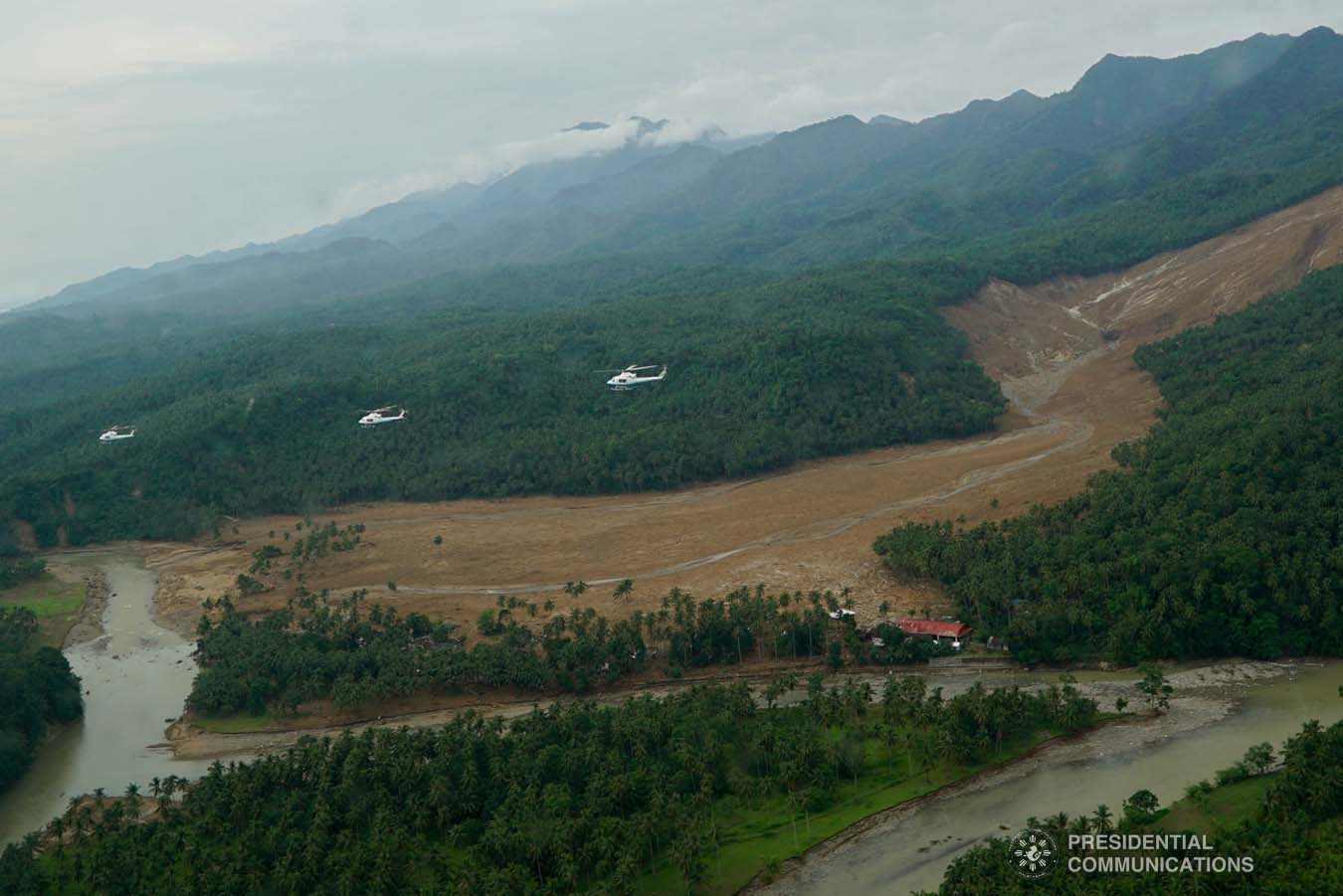
Foto aérea que muestra un derrumbe en Baybay, Leyte.

La mayoría de los daños de Megi estuvieron concentrados en las islas Bisayas, donde la tormenta persistió durante la mayoría de su existencia. Lluvias persistentes, inundaciones relámpago y fuertes vientos provocaron derrumbes e inundaciones. Algunas de las áreas afectadas por Megi habían sufrido recientemente la destrucción del Tifón Rai y recién comenzaban a recuperarse antes de la llegada del nuevo ciclón.
El 10 de abril, grandes olas voltearon y hundieron un buque en San Francisco, Cebu y también un carguero en Ormoc. Aquellas personas que se encontraban viajando a sus ciudades para Semana Santa en las Bisayas centrales y orientales era quedaron varadas en los distintos puertos debido a las condiciones climáticas severas. Alrededor de 8769 pasajeros quedaron varados en las regiones occidentales de Filipinas. 75 ciudades y municipios informaron apagones y problemas eléctricos, los cuales también afectaron los servicios de telecomunicación. Al 16 de abril de 2022, las inundaciones todavía persistían en al menos 333 áreas de las Bisayas y las Mindanao.